# إرف ويلسون
إرف ويلسون (بالإسبانية: Erv Wilson)‏ هو عالم موسيقى مكسيكي، ولد في 11 يونيو 1928، وتوفي في 8 ديسمبر 2016.